# Старе Дзежонжно
Старе Дзежонжно (пол. Stare Dzierzążno) — село в Польщі, у гміні Злотув Злотовського повіту Великопольського воєводства.
Населення — 105 осіб (2011).
У 1975-1998 роках село належало до Пільського воєводства.

## Демографія
Демографічна структура станом на 31 березня 2011 року:
|          | Загалом | Допрацездатний вік | Працездатний вік | Постпрацездатний вік |
| -------- | ------- | ------------------ | ---------------- | -------------------- |
| Чоловіки | 58      | 13                 | 40               | 5                    |
| Жінки    | 47      | 9                  | 30               | 8                    |
| Разом    | 105     | 22                 | 70               | 13                   |